# 4대 개혁 입법
4대 개혁 입법(四大改革立法)은 노무현 전 대통령의 참여정부 당시 정부 추진으로 문제점이 있는 네 가지 법안을 반드시 개혁하겠다고 거론한 것을 말한다. 구체적인 대상은 국가보안법, 사립학교법, 과거사 진상 규명법, 언론관계법이다.
2004년 탄핵 역풍속에서 원내 과반을 이룬 열린우리당은 17대 국회 첫 정기국회에서 국가보안법 폐지 등 4대 개혁 입법을 추진하자 '4대 개혁입법' 논란으로 여야는 첫 국회부터 파행을 거듭했다. 한나라당은 이를 '4대 국론 분열법'으로 규정하고 격렬하게 저항했다. 결과적으로 4대 개혁 입법은 여야 간에 적당히 타협하여 '누더기 법'으로 전락했다.
2007년 6월 그동안 논란을 거듭하며 처리가 미뤄졌던 국민연금법과 사학법, 로스쿨 법안이 마침내 국회에서 처리되었다. 민생법안 처리가 너무 지연되지 않느냐는 비판 여론을 의식해 한나라당과 열린우리당이 속전속결로 합의한 결과라는 평가가 있다.

## 법안

### 국가보안법
노무현 대통령은 국가보안법을 ‘박물관에 보내야 할 유물’로 규정하고 개정 및 폐지를 논의하였다. 이것은 국가보안법 폐지를 당론으로 정하고 있는 민주노동당의 지지를 받았으나 실제로 국가보안법이 폐지되거나 개정되지 않았다. 아이러니하게도 노무현 정권들어 국가보안법 사범은 증가추세를 보였으며, 민주노동당에서도 이에 대해 비판하였다.

### 사립학교법
사립학교법은 학교법인 이사 중 3분의 1과 감사 2인 중 1인을 교수회, 교사회, 학부모회, 학생회 등이 참여하는 사학구성원 단체가 추천하여 선임하는 개방형 이사제 및 공익 감사제, 학교법인 이사 정부를 7인 이상에서 9인 이상으로 확대, 학교법인 임원간 친인척 비율을 3분의 1에서 4분의 1로 대폭 축소하는 법안을 골자로 하였다. 이에 대해 한나라당은 원천 반대를 내세웠으나 결국 통과되었다.
사학법은 학교법인 이사정수 7명 중 4분의 1이상을 학교운영위원회나 대학평의원회가 2배수로 추천하는 이른바 '개방형 이사'로 채우도록 했으며, 이사장은 학교장이나 다른 학교법인 이사장을 겸직할 수 없도록 규정했다. 또한 학교회계의 예산은 교직원이 아닌 외부인이 포함된 학교운영위원회나 대학평의원회의 자문을 거치도록 해 사학재단 운영의 투명성을 높이도록 했다.
이에, 사학 재단 측에서는 "사립학교의 자율성과 자주성을 침해하지 말라"며 비판했다.
그러자 2005년 한나라당은 ‘사학법 무효 투쟁’이라는 명목 아래 17대 국회 출범 후 기독교재단들과의 첫 등원거부 장외투쟁에 나섰다. 이에 대해 노무현 당시 대통령은 담화를 통해 “사학법 볼모로 연금법 입법 지연 한나라당 민생을 정략수단 삼는다”며 한나라당의 태도를 비판했다. 이후, 결국 한나라당과 열린우리당이 사립학교법 재개정에 합의하고, 이후 2007년 7월 4일 통과되면서 사학들은 경영권 방어에 대해 긍정적인 반응을 보였으나, 사학법 재개정안을 반대하는 시민단체들은 사학법의 취지가 무색해질 것이라며 정치권을 비난하였다.

### 언론관계법
노무현과 조선일보, 중앙일보, 동아일보 (조중동)의 사이는 매우 좋지 않았다. 당선 시절부터 노무현 대통령 탄핵 소추에 이르기까지 부정적인 기사만 적었으며 허위사실 유포로 논란을 빚었다. 이로 인해 노무현은 여러 차례 불편한 심기를 표출하였다. 이 법안에 대해 한나라당과 조중동은 '언론탄압'이라 규정하며 반발했다. 언론관계법 개혁의 본래 취지인 특정 언론의 독과점 상황이나 허위사실 유포에 대한 개혁은 진행되지 못했고, 주요 언론에 대한 노무현 대통령의 비난만 남았다.
시장 지배적 사업자에 대한 공정거래법상 규제를 도입하는 것을 뼈대로 한 신문법은 '신문지면에서 광고 비율 50% 제한'은 도입하지 않기로 했으며, 편집위원회·편집규약·독자권익위원회 설치도 의무조항이 아닌 '권고조항'으로 통과되었다. 광고비율 제한과 편집위원회 등의 설치에 있어 열린우리당이 양보하는 대신 한나라당은 신문·방송의 겸영을 허용하지 않는다는 것에 합의해 줬다. 또한 공동배달제를 위한 신문유통공사 설립에 있어 여야는 공사와 법인을 두고 끝까지 진통을 벌이다가 공사의 형태를 띤 '특수법인'의 설립에 합의했다.
여야 합의를 거치면서 신문법은 언론개혁과 거리가 멀어졌다는 평가를 얻게되었다. 특히 시장 지배적 사업자에 대한 공정거래법상 규제를 도입하는데 있어 '조중동'의 독과점을 막겠다는 애초의 취지를 살리기 힘들게 되었다. 당초 열린우리당은 1개 일간지의 시장점유율이 30% 이상이거나 3개 일간지의 점유율이 60%를 초과할시 규제를 가한다는 입장이었지만, 한나라당의 강한 반발로 대상을 전국의 130여개 일간지로 확대했다. 신문법과 아울러 이날 본회의에서는 '언론중재 및 피해구제법'도 처리되었다. 한편 본회의에 앞서 한나라당은 의원총회를 열고 신문법 처리에 대한 입장을 최종 정리하는 과정에서 국회 문화관광위 소속의 고흥길 의원이 "신문법이 통과되면 탈당하겠다"며 의총장을 박차고 나와 한때 소란이 일었다.

## 비판

### 보수 진영의 비판
한나라당은 4대 개혁 법안에 대해 나라의 근간을 흔드는 법안이라 비판하였다. 사립학교법에 대해서는 고교 평준화 정책 비판과 연계하여 대학 자율화에 반하는 정책이라 비판하였다.
3대 주요 언론은 언론관계법에 가장 민감하게 반응하였는데, 노무현 정부의 언론정책이 독재정권 수준이라는 비판까지 나왔다.

### 진보 진영의 비판
민주노동당과 진보 진영은 4대 개혁 법안의 기본적인 취지에는 동의하였다. 하지만 이들은 노무현 정부의 개혁성에 대해 큰 신뢰를 보내지 않았고, 실제로 4대 개혁 법안이 꾸준히 추진해 나갈 것에 대해 의문을 제기하였다.

## 이후
열린우리당 천정배 원내대표가 개혁법안에 대해 연내 처리를 하지 못한 것을 책임지고 사퇴했다.

## 평가
4대 개혁 법안은 노무현 정부 시기의 열린우리당의 개혁성을 상징적으로 보여주는 법안들이었다. 그러나 이들 법안은 야당의 거센 반발에 부딪혀 보수 진영의 비난이 타겟이 되어, 국정운영에 혼란이 빚었을뿐 제대로 추진되지 못하고 참여 정부 및 개혁세력의 전신인 열린우리당의 개혁성에 대한 의문을 증폭시켜 주었다는 평가가 있다.